# Microcercus rhodesiensis
Microcercus rhodesiensis är en kräftdjursart som beskrevs av Arcangeli 1950. Microcercus rhodesiensis ingår i släktet Microcercus och familjen Eubelidae. Inga underarter finns listade i Catalogue of Life.